# Adri van Tiggelen
Adrianus A. van Tiggelen detto Adri (Utrecht, 16 giugno 1957) è un allenatore di calcio ed ex calciatore olandese, di ruolo difensore.

## Caratteristiche tecniche
Giocava come laterale sinistro.

## Carriera

### Calciatore
Militò nelle file di Sparta Rotterdam (1978-1983), Groningen (1983-1986), Anderlecht (1986-1991) e PSV (1991-1994). Chiuse la carriera con il Dordrecht (1994-1995). Collezionò 56 gare con la Nazionale maggiore olandese tra il 1983 e il 1992. Vinse il campionato d'Europa 1988.

### Allenatore
Nel luglio 2005 fu allenatore ad interim dello Sparta Rotterdam, con cui guadagnò la promozione in Eredivisie. Da allora lavora come tecnico nel settore giovanile del club.

## Palmarès

### Club
- Campionato belga: 2

Anderlecht: 1986-1987, 1990-1991
- Supercoppa del Belgio: 1

Anderlecht: 1987
- Coppa del Belgio: 2

Anderlecht: 1987-1988, 1988-1989
- Eredivisie: 1

PSV Eindhoven: 1991-1992
- Johan Cruijff Schaal: 1

PSV Eindhoven: 1992

### Nazionale
- Campionato d'Europa: 1

1988